# قرار مجلس الأمن التابع للأمم المتحدة رقم 2071
قرار مجلس الأمن التابع للأمم المتحدة رقم 2071، المتخذ بالإجماع في 12 أكتوبر 2012. يتعلق القرار بالنزاع في شمال مالي عام 2012 وأمر المجلس بوضع خطة عملية للتدخل العسكري من قبل المجموعة الاقتصادية لدول غرب أفريقيا والاتحاد الأفريقي في غضون 45 يومًا.

## روابط خارجية
- نص القرار في undocs.org